# 銀河間航行
銀河間航行（ぎんがかんこうこう、英: Intergalactic travel）とは、銀河の間を移動する宇宙飛行である。
我々が住んでいる天の川銀河からすぐ近くの銀河でさえも非常に大きな距離を隔てており、恒星間の距離と比べて100万倍（6桁）ものスケールを持つ。銀河間航行のためには、未だ実現していない恒星間航行に比べてもさらに高度な技術が要求される。
銀河間航行が実行できるために必要な技術や、ヒトの寿命に鑑みれば、銀河間航行の達成は現時点の人類の能力をはるかに超えるものであり、もはや推測、仮説、そしてサイエンス・フィクションの領域を出ないと言える。

## 銀河間航行の困難性と実現可能な解
現在の人類が銀河間航行を行うには、要求される技術的困難を克服するにあたって現代工学の能力はあまりに無力であり、純粋にサイエンス・フィクション上においてのみ考えられうるであろう。技術者は、実行可能かつ考えられうる推進方法で、巨大な宇宙船を光速に近い速度で動かさねばならない。一方、地球からアンドロメダ銀河への旅路は光速ですら約254万年も掛かるが、相対論における時間の遅れ効果により、旅行者の経験する船内時間は任意に短縮することができる。旅行者の経験する船内時間は、宇宙機の速度の光速に対する比と飛行距離に依存する （長さの収縮）。
宇宙船の相対速度が極端に大きくない限りは、目的地への航海の別の障害は、未だ知られていない銀河系の運動による、目的地の銀河・恒星・惑星・或いはその他の天体の位置の調整であろう。
さらに言えば、考えられうる宇宙船の大きさと、到達しうる上限速度による相対論的効果から考え、数百万年分以上もの人間の世代を維持できるだけの生命維持装置等、そして当然推進装置を含めて設計する必要がある。各装置は運用期間中に故障せずに完璧に動作し、減速して目的地に到達するものでなければならない。
質量が少なめで済む無人探査機ですら、情報送信速度の上限が光速であるため、せっかく他の銀河系に到達したとしても、地球人がそれを知ることができるのは、何百万年も後の事になる。
現代物理学は時空内の物体が光速を超えることを許しておらず、
一見、何百万年、何千万年も掛けて宇宙船は亜光速で遠くの銀河を目指すしかないように思える。サイエンス・フィクションで頻繁にワームホールや超空間が登場するのも、光速の上限を回避するためである。現実には、空間を歪曲するエネルギー量は宇宙にある全エネルギーの100億倍のエネルギーを要するためワープは事実上不可能との論文が提出されている。
アルクビエレ・ドライブはそのような事が実行可能な唯一の物理概念であり、極めて仮説的ではあるが、現存しかつ理論上実行可能な宇宙船の推進方法で超光速を達成することができる。宇宙船そのものは超光速で動けないが、まわりの空間は超光速で移動でき、銀河間航行を達成するためには実用的な方法である。この概念が現実化するためには、空間を歪めて波を発生させなければならないが、空間歪曲を行う具体的な方法は知られていない。また、理論的にも超光速を妨げるような致命的な欠陥が複数指摘されている。但し、方程式の計量は相対性理論とも光速の上限とも矛盾しない。

## 天然の銀河間航行
天の川銀河からの脱出速度を上回る速度で銀河系の外へ運動している恒星の存在は、理論的には1998年に示され
2005年に実際に観測された。、
この恒星は銀河間空間へと向かっており、銀河間航行をしていると言える。
理論が示すところによれば、天の川銀河の中心にある超大質量ブラックホールが、約10万年おきに銀河系から複数の恒星を放出している。
2010年には、16個の運動星団が観測された。
銀河間塵もまた銀河系から放出されていると考えられており、銀河間空間において観測されている。

## 天の川銀河系の近くの銀河

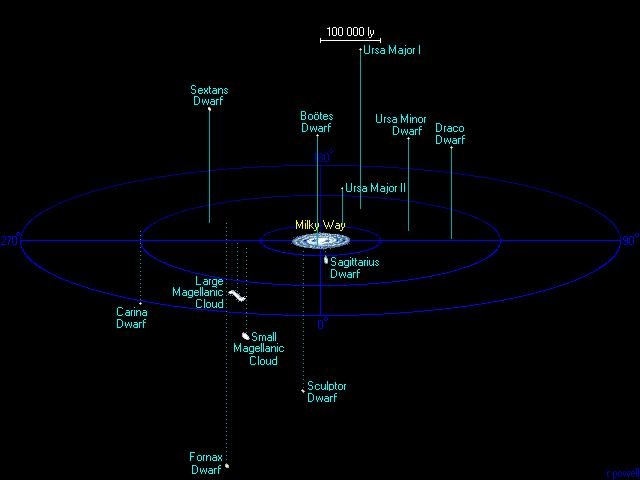
我らが地球の属する、天の川銀河の伴銀河の図